# 캐넉체이스구

캐넉체이스 구의 위치

캐넉체이스구(영어: Cannock Chase District)는 잉글랜드 스태퍼드셔주에 위치한 비도시 자치구로 중심 도시는 캐넉이며 인구는 98,549명(2014년 기준), 면적은 78.9km2이다.